# Freie Waldorfschule Hannover-Maschsee
Die Freie Waldorfschule Hannover-Maschsee in Hannover, auch Freie Waldorfschule Maschsee genannt, ist eine Waldorfschule unter der Adresse Rudolf-von-Bennigsen-Ufer 70 am Maschsee. Sie wird in der Mittel- und Oberstufe als Gesamtschule betrieben.  Zur Schule gehört ein Kindergarten und ein Hort.

## Profil
Die Schwerpunkte des ganzheitlichen Lernkonzeptes liegen auf den künstlerisch-musischen Fächern. Eine Besonderheit stellt der Theaterunterricht dar. Es gibt ein Schulorchester.

## Geschichte
Die erste Waldorfschule in Hannover wurde 1926/27 zunächst in freier Trägerschaft gegründet. Sie war nach Stuttgart Uhlandshöhe (1919) und der Rudolf Steiner Schule Hamburg-Wandsbek (1922) die dritte Waldorfschule, die in Deutschland gegründet wurde.
1932 bezog die Einrichtung ein eigenes Gebäude in der Jägerstraße am Georgengarten.
Nach der Machtergreifung durch die Nationalsozialisten verbot die NS-Schulbehörde 1936 die Aufnahme weiterer Schüler. 1938 wurde die Schule geschlossen.
Nach der Zeit des Nationalsozialismus konnte die Schule am 10. Oktober 1945 ihren Betrieb wieder aufnehmen und bezog die teilzerstörte ehemalige Hindenburg-Jugendherberge am Maschsee.
In der Nachkriegszeit wurde ein großflächiges „Gemälde der Hitlerjugend“ an der Fassade überputzt, kam durch Regen jedoch immer wieder zum Vorschein.
2008 besuchten 920 Schüler die Einrichtung. Das staatliche Abitur konnte bis 2010 nach 13-jährigem Unterricht abgelegt werden, ab 2011 auch schon nach zwölf Jahren.

## Schulgelände und Gebäude
Das Schulgelände erstreckt sich auf etwa 55.000 m². Es gibt einen großen Garten, Gewächshäuser, drei Sporthallen, Kletterwände, ausgedehnte Sportplätze mit Beachvolleyballfeldern, ein Schwimmbad, Werkstätten, Musikräume,  eine Aula mit Theaterbühne, eine Schulbücherei, einen Buchladen, eine eigene Schulküche mit einer Mensa und eine Backstube. Zur Schule gehören Hühner und ein Hund.
Bis 1992 wurden die Schulgebäude mehrfach erneuert und erweitert.

## Ehemalige Schüler
- Hans-Peter Lehmann (1934–2025), Regisseur und Intendant
- Thomas Südhof (* 1955), Biochemiker
- Lene Dax (* 1989), Schauspielerin

## Filme
- Fritz Kremser: Die sanfte Revolution, DVD-Video (44 Min.) [o. O., o. D.]